# Sans
 For alternative betydninger, se Sans (flertydig). (Se også artikler, som begynder med Sans)
 Denne artikel bør gennemlæses af en person med fagkendskab for at sikre den faglige korrekthed.

Sanserne sørger for at levende organismer registrerer indtryk fra omverdenen. Afhængig af definition og kontekst tales der om et varierende antal sanser, men almindeligvis anses mennesker for at have fem sanser: synet, hørelsen, smagen, lugtesansen, og følesansen. De fleste vil også anerkende at mennesker har både kropssans og balancesans.
Alle levende organismers sanser gør dem følsomme overfor deres omgivelser, f.eks. forandringer i lys, lyd og kemisk opbygning. Følsomheden gør, at organismerne kan reagere hensigtsmæssigt snarere end tilfældigt på deres omgivelser, og dermed øge deres chancer for at overleve.

## Definition af sans
Sanserne hører videnskabeligt under fysiologien og klinisk under neurologien. Neurologer taler i klinisk patologisk sammenhæng om ni sanser.[kilde mangler] Andre dyrearter kan have andre sanser, se nedenfor.
Den videnskabelige definition af en sans er: "Et system som består af en sansecelle eller en gruppe af sanseceller som giver respons på en bestemt fysisk type energi og som svarer til et bestemt område (eller en gruppe af områder) i hjernen, hvor signalerne bliver modtaget og fortolket". Der er generelt enighed om denne definition blandt lægerne.
Nogle mener at mennesker også har sans for fx
- retfærdighed
- etik
- æstetik
- moral

Det har intet med fysiologi at gøre, men med psykologi.
Der skelnes imellem sansning og perception. Perception er behandling af sansedata på et højere niveau.

## Liste af sanser i organismer
- Synssansen (elektromagnetisk stråling på nethinden).
- Høresansen (mekaniske vibrationer i luften rammer det indre øre).
- Smagssansen (neurokemisk reaktion på tungen)
- Lugtesansen (neurokemisk reaktion i næsen)
- Følesansen som kan underopdeles i nedenstående modaliteter:
  - Balancesansen (væske i øret som måler din balance)
  - Kropsansen (viden om f.eks. om din mund er lukket eller åbnet)
  - Tactition er evnen til at opfatte tryk.
  - Thermoception er evnen til at opfatte varme og fraværet af varme = (kulde).
  - Nociception er evnen til at opfatte smerte.
  - Equilibrioception eller de Vestibulare sanser er evnen til at opfatte balance. Er fysisk lokaliseret i ørerne og giver information om hovedets bevægelser.
  - Proprioception eller Kinæstese er opfattelse af kroppens og kropsdelenes placering i rummet (eks. er din pegefinger strakt eller bøjet nu).

Næsten alle sanser kan underopdeles, men grundlæggende er der fem sanser, med underopdelinger.  Visse smertekvaliteter opstår også som kemisk medierede og derfor er smag og lugt ikke de eneste kemiske sanser.

## Sanser, andre dyrearter
- Elektroception (eller "elektroreception") – Mange dyr som f.eks. næbdyret, hajer og maller er følsomme og har derfor en sans for elektriske felter. Denne sans kan anvendes til at finde byttedyr.[2][3][4][5]
- Magnetoception (eller "magnetoreception") er evnen til at opfatte fluktuationer i magnetfelter og er observeret hos fugle. Det er et ikke særlig forstået fænomen [6].
- Ekkolokalisering er evnen til at orientere sig i rummet vha. lyd (græsk: echo, lyd), dvs. bruge lyden som "ekkolod" eller sonar. Flagermus og tandhvaler har denne sans.